# Attila Boros
Attila Boros är en ungersk kanotist.
Han tog bland annat VM-silver i K-4 500 meter i samband med sprintvärldsmästerskapen i kanotsport 2006 i Szeged.